# Міссенс-мутація

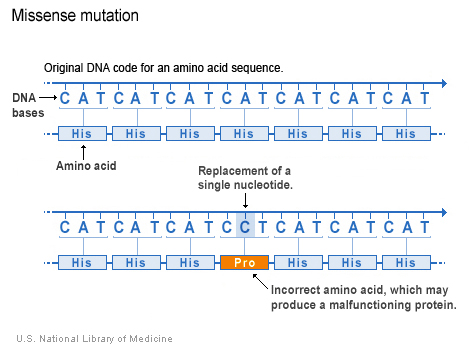
На цьому зображенні показаний приклад міссенс-мутації. У послідовності ДНК один із нуклеотидів (аденін) замінюється на інший нуклеотид (цитозин). Це призводить до включення в послідовність білка неправильної амінокислоти (проліну).

Міссенс-мутація (англ. Missense mutation) — це точкова мутація, заміна нуклеотиду призводить до утворення кодону, який кодує іншу амінокислоту. Таким чином відбувається заміна однієї амінокислоти на іншу. Ці мутації можуть мати різні наслідки для структури та функції білка, що кодується. Міссенс-мутація є одним з типів несинонімічної заміни в послідовності ДНК. Двома іншими типами є нонсенс-мутації та нон-стоп мутації.

## Вплив на білок
Білок може бути нефункціональним, функціональним або мати функцію, відмінну від фактичного білка під впливом міссенс-мутацій.
Ефект міссенс-мутації залежить від того, наскільки хімічно нова амінокислота відрізняється від початкової амінокислоти, що була до впливу мутації. Також важливим є розташування зміненої амінокислоти в білку. Наприклад, якщо змінена амінокислота є частиною активного центру ферменту, тоді ефект міссенс-мутації може бути значним.
Зміна амінокислоти може не призвести до помітних змін у структурі білка залежно від того, чи є зміна амінокислоти консервативною, чи неконсервативною. Це пояснюється подібними фізико-хімічними властивостями деяких амінокислот. Тобто амінокислоту можна замінити амінокислотою з дуже подібними хімічними властивостями. У цьому випадку білок може функціонувати нормально; це називається нейтральною, «тихою» або консервативною мутацією. Альтернативно, амінокислотна заміна може відбутися в ділянці білка, яка істотно не впливає на вторинну структуру або функцію білка.
Багато міссенс-мутацій призводять до білків, які все ще функціональні, принаймні певною мірою. Заміна однієї амінокислоти (або навіть кількох амінокислот) не завжди суттєво впливає на функцію білка. Поки тривимірна конформація білка залишається відносно незмінною, біологічна активність може залишатися незмінною. Заміна однієї амінокислоти на іншу того ж типу — наприклад, валіну на ізолейцин — особливо навряд чи вплине на функцію білка. Природа генетичного коду насправді зменшує вплив змін однієї пари основ, оскільки багато з них виявляються тихими мутаціями, які змінюють послідовність нуклеотидів, не змінюючи генетичного повідомлення. Наприклад, зміна третьої основи кодону часто призводить до появи нового кодону, який кодує ту саму амінокислоту. У цьому випадку «мутантний» поліпептид точно такий самий, як і дикий тип.
Іноді наслідки міссенс-мутацій можуть бути очевидними лише за певних умов середовища; такі міссенс-мутації називаються умовними мутаціями. Рідко міссенс-мутація може бути корисною. За сприятливих умов навколишнього середовища цей тип мутації може надати організму, який її містить, вибіркову перевагу.
Отже, одна заміна амінокислоти може різко змінити стабільність білка, розташування, експресію, каталітичну активність і здатність взаємодіяти з іншими білками або лігандами, що може мати значний вплив на фізіологію клітини.

## Захворювання, пов'язані з міссенс-мутаціями
Міссенс-мутації, які роблять білок нефункціональним є відповідальними за захворювання людини, такі як бульозний епідермоліз, серповидноклітинна анемія, опосередкований SOD1 ALS та значну кількість ракових захворювань.

### Механізм захворювання
Міссенс-мутації можуть викликати захворювання через різні механізми. Наприклад, міссенс-мутація в активному центрі ферменту або поблизу нього може скасувати або послабити функцію білка, порушуючи характеристики каталітичних груп. міссенс-мутації, які впливають на поверхню білка, можуть порушити його здатність брати участь у різних міжмолекулярних взаємодіях, унаслідок чого білок не зможе виконувати свою клітинну функцію. Однак багато хвороботворних міссенс-мутацій порушують внутрішньомолекулярні взаємодії всередині білка, які визначають структуру білка, термодинамічну стабільність та/або швидкість згортання. Відповідно, такі міссенс-мутації можуть спричинити неправильне згортання білків, деградацію та, зрештою, призвести до захворювання. Цей механізм захворювання спостерігається в багатьох генетичних захворюваннях, включаючи муковісцидоз, синдром Лінча, фенілкетонурію, бічний аміотрофічний склероз, синдром Марфана, гіпофосфатазія та розлади розвитку. Структурні наслідки міссенс-мутацій можуть варіюватися від легких до важких залежно від їх природи та положення в білку.
Згортання білка в нативний стан є термодинамічно сприятливим процесом, але залежно від природи мутації, згортання в нативний стан може бути несприятливим, спричиняючи розгортання білка. У таких випадках рівновага згортання білка буде спотворена таким чином, що більша частка міссенс-білків буде існувати в розгорнутому стані порівняно з диким типом, нативним станом.

#### Приклади

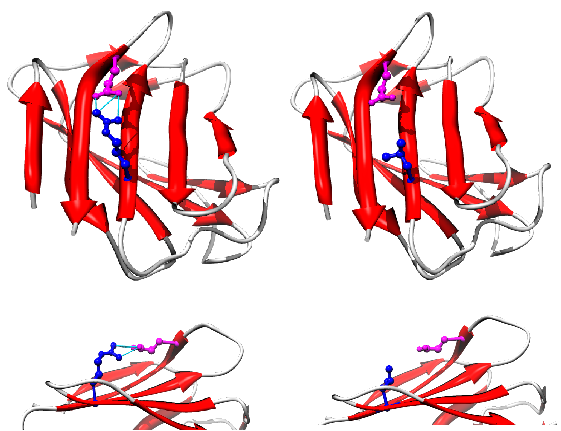
Дикий тип (ліворуч) і мутована (праворуч) форма ламіна A (pdb id: 1IFR). Зазвичай аргінін 527 (позначений синім) утворює сольовий місток з глутаматом 537 (пурпуровий), але заміна R527L призводить до порушення цієї взаємодії (лейцин має неполярний хвіст і тому не може утворювати статичний сольовий місток).

При найпоширенішому варіанті серповидноклітинної анемії 20-й нуклеотид гена бета-ланцюга гемоглобіну змінюється з кодону GAG на GTG. Таким чином, 6-та амінокислота глутамінова кислота замінена валіном — позначена як мутація «E6V» — і білок змінюється настільки, що призводить до серповидноклітинної анемії. 
```
  ДНК: 5' - ААС АГЦ ЦТГ 
ЦГТ
 АЦГ ГЦТ ЦТЦ - 3'
       3' - ТТГ ТЦГ ГАЦ 
ГЦА
 ТГЦ ЦГА ГАГ - 5'
 мРНК: 5' - ААЦ АГЦ ЦУГ ЦГУ АЦГ ГЦУ ЦУЦ - 3'
Білок:      
Асн
 
Сер
 
Лей
 
Арг
 
Тре
 
Ала
 
Лей
```

міссенс-мутація LMNA, введена в ген LMNA — позиція 1580 (nt) у послідовності ДНК (ЦГТ), що призводить до заміни гуаніну на тимін, утворюючи ЦТТ у послідовності ДНК. На рівні білка це призводить до заміни аргініну лейцином у позиції 527. Це призводить до руйнування соляного містка і дестабілізації конструкції. На рівні фенотипу це проявляється накладанням мандибулоакральної дисплазії та синдрому прогерії.
Отриманий транскрипт і білковий продукт є:
```
  ДНК: 5' - ААЦ АГЦ ЦТГ 
ЦТТ
 АЦГ ГЦТ ЦТЦ - 3'
       3' - ТТГ ТЦГ ГАЦ 
ГАА
 ТГЦ ЦГА ГАГ - 5'
 мРНК: 5' - ААЦ АГЦ ЦУГ ЦУУ АЦГ ГЦУ ЦУЦ - 3'
Білок:      
Асн
 
Сер
 
Лей
 
Лей
 
Тре
 
Ала
 
Лей
```